# The Crew (jogo eletrónico)
The Crew foi um videojogo de condução/corridas jogado num cenário de mundo aberto produzido pelo estúdio Ivory Tower com assistência da Ubisoft Reflections. Foi publicado pela Ubisoft para PlayStation 4, Xbox One e Microsoft Windows em dezembro de 2014, com uma versão para Xbox 360 produzida pela Asobo Studio. Em The Crew as provas ocorrem através dos Estados Unidos, num mapa dividido em cinco grandes zonas que vão sendo desbloqueadas à medida que o jogador vai progredindo. A campanha single-player (modo história), implica infiltrações em grupos criminosos, numa trama de vingança com o protagonista Alex Taylor (Troy Baker).
The Crew teve uma recepção variada junto dos críticos da especialidade. As analises forem consensuais ao dizer que um dos únicos pontos positivos do jogo é a extensão enorme do mapa. A quantidade de missões para fazer e a sua qualidade teve opiniões desiguais por parte dos analistas. As criticas recaíram sobre quase tudo o resto como a história, os gráficos, a inteligência artificial dos carros adversários, as microtransações e o enorme numero de erros apresentados por todo o jogo. Os sites de criticas agregadas GameRankings e Metacritic deram à versão Microsoft Windows 79.25% e 73/100, à versão Xbox One 63.75% e 69/100 e à versão PlayStation 4 59.85% e 62/100, respectivamente.
O jogo teve os seus servidores desligados em 31 de março de 2024, deixando-o inacessível ao público.

## Jogabilidade

Em The Crew o jogador pode participar em provas que podem ser jogadas sozinhas ou com amigos, ou através de um modo cooperativo online.

The Crew é um jogo de corrida/condução automóvel num mundo aberto e persistente. As provas ocorrem através dos Estados Unidos, dividido em cinco grandes zonas que vão sendo desbloqueadas à medida que o jogador vai progredindo: Midwest, Nova Iorque, Miami, Estados Montanhosos, Las Vegas e a Costa Oeste. Demora cerca de 90 minutos a viagem em-jogo de costa a costa, com mais de 10,000km de estrada.
A campanha single-player (modo história) tem cerca de 20h de duração, e implica infiltrações em grupos criminosos, numa trama de vingança com o protagonista Alex Taylor (Troy Baker). Os jogadores também participam em mini-jogos de perícia espalhados pelo mundo. Este jogos são actividos quando se conduz por eles e têm como objectivo competir em desafios como passar por barreiras ou outros jogos cronometrados. As pontuações são salvas automaticamente para assim os amigos tentarem quebrar esses recordes, similar ao Autolog nos jogos Need for Speed. As missões podem ser jogadas sozinhas ou com amigos, ou através de um modo cooperativo online. O modo multiplayer permite aos jogadores criar equipas e competir online em corridas e noutros modos de jogo. Não existem pausas nem ecrãs de carregamento (loading). Também existe a possibilidade de construir carros através de uma aplicação interligada ao jogo para iOS e Android. De acordo com os produtores, o sistema de produção usado neste jogo permite “criar qualquer missão que já existiu dentro de um jogo de condução”.
Julian Gerighty, diretor criativo, chamou ao jogo um RPG com elementos de um multijogador em larga escala. O modo multiplayer não está separado do single-player. Os jogadores podem formar "crews" (clãs) para conduzirem em conjunto ou contra e tentarem bater recordes. O jogo planeia usar as novas características sociais e cooperativas das novas plataformas.
Apesar de se puder jogar sozinho, The Crew requer uma ligação permanente à Internet, similar a outros jogos futuros da Ubisoft, como Tom Clancy's The Division.

## Desenvolvimento
O jogo foi produzido pela Ivory Tower, co-produzido pela Ubisoft Reflections e publicado pela Ubisoft. A equipe da Ivory Tower inclui membros do ex-estúdio Eden Games, e recebeu assistência da Ubisoft Reflections. Julian Gerighty, diretor criativo, confirmou que o jogo está em desenvolvimento há quatro anos e que começou por ser produzido para a PlayStation 3 e Xbox 360, mas quando o estúdio percebeu que o projecto tinha ultrapassado as capacidades destes consoles, decidiram então saltar uma geração. No entanto, uns meses antes do lançamento, foi confirmado que The Crew seria portado para Xbox 360 e não para PlayStation 3 ou Wii U, isto porque a consola da Microsoft é mais parecida "com a infraestrutura técnica da nova geração", segundo explicação dada pela Ubisoft. O Polygon, um site da especialidade, descreveu o jogo como um esforço da Ubisoft "de criar uma brecha no domínio da série Need for Speed nos jogos de corridas arcade."
A 21 de Julho de 2014, a Ubisoft lançou uma beta fechada para The Crew no PC e por tempo limitado. A beta permitia aos jogadores jogar um pouco das missões de história que ocorrem em Midwest e na Costa Oeste e também dava a possibilidade de conduzir livremente por todos os EUA. A segunda beta fechada para PC ocorreu de 25 a 29 de Agosto de 2014. A primeira beta para PlayStation 4 e Xbox One começou a 30 de Setembro, e a segunda de 6 a 10 de Novembro de 2014. Uma outra beta para os membros da Xbox Live e da PlayStation Network ocorreu de 25 a 27 de Novembro de 2014.
Em resposta ás inúmeras criticas que houve no lançamento de outro jogo da Ubisoft na mesma altura (Assassin's Creed: Unity), Serkan Hasan, produtor de The Crew, em entrevista ao The Metropolist disse que tem "confiança na estabilidade do jogo e no seu desempenho", que será 1080p na resolução e 30 fotogramas por segundo na fluidez, "com o The Crew aproveitamos os benefícios de um programa beta de longo prazo, desenhado especificamente para testar ao máximo a infraestrutura em situações reais, com milhares de jogadores de todo o mundo a jogar ao mesmo tempo."

## Recepção
The Crew teve uma recepção variada junto dos críticos da especialidade. As analises forem consensuais ao dizer que um dos únicos pontos positivos do jogo é a extensão enorme do mapa. A quantidade de missões para fazer e a sua qualidade teve opiniões desiguais por parte dos analistas. As criticas recaíram sobre quase tudo o resto como a história, os gráficos, a inteligência artificial dos carros adversários, as microtransações e o enorme numero de erros apresentados por todo o jogo. Os sites de criticas agregadas GameRankings e Metacritic deram à versão Microsoft Windows 79.25% e 73/100, à versão Xbox One 63.75% e 69/100 e à versão PlayStation 4 59.85% e 62/100, respectivamente.

## Desligamento dos servidores e críticas
Em dezembro de 2023, a Ubisoft retirou The Crew e suas expansões de todas as plataformas digitais, suspendeu a venda de microtransações e anunciou o encerramento definitivo dos servidores do jogo para 31 de março de 2024, citando limitações de infraestrutura de servidores e licenças como motivo. Como o jogo dependia de uma conexão permanente com a internet, mesmo no modo campanha, o encerramento o tornou completamente inacessível, o que gerou fortes críticas por parte da comunidade. Dias após o encerramento, a Ubisoft começou a revogar as licenças do jogo daqueles que o haviam comprado anteriormente, impedindo-os de baixá-lo novamente, inclusive em casos de cópias físicas. Essa decisão, tomada sem reembolsos ou alternativas, foi duramente criticada por estabelecer um precedente negativo em relação à propriedade digital.
A controvérsia se agravou quando foi descoberto que o jogo continha programação para um modo offline que nunca foi ativado. Como resposta ao encerramento, inúmeros jogadores realizaram review bombing em The Crew 2 e The Crew Motorfest na Steam, avaliando-os negativamente em protesto pelo tratamento dado aos seus predecessores.
Paralelamente, o youtuber Ross Scott lançou a campanha Stop Killing Games, incentivando o envio de queixas formais à Direção Geral da Concorrência, Consumo e Repressão à Fraude da França (DGCCRF). A iniciativa se transformou, em julho de 2024, em uma petição cidadã oficial da União Europeia. Eram necessárias um milhão de assinaturas para que fosse considerada pela Comissão Europeia, meta que foi alcançada em 3 de julho de 2025.

Diante das críticas, a Ubisoft anunciou, em setembro de 2024, a implementação futura de modos offline para The Crew 2 e The Crew Motorfest, com o objetivo de evitar que esses títulos tenham um destino semelhante. No entanto, essa medida não acalmou as críticas relacionadas ao encerramento dos servidores do jogo original.

## Ligações Externas
- Sítio oficial